# Puyuma (langue)
Cet article concerne langue puyuma. Pour le peuple puyuma, voir Puyuma.
Le puyuma ou pouyouma est une langue parlée par les Puyumas (Pouyoumas), un des peuples aborigènes de Taïwan. Elle appartient au sous-groupe formosan des langues austronésiennes.